# Warpalawa

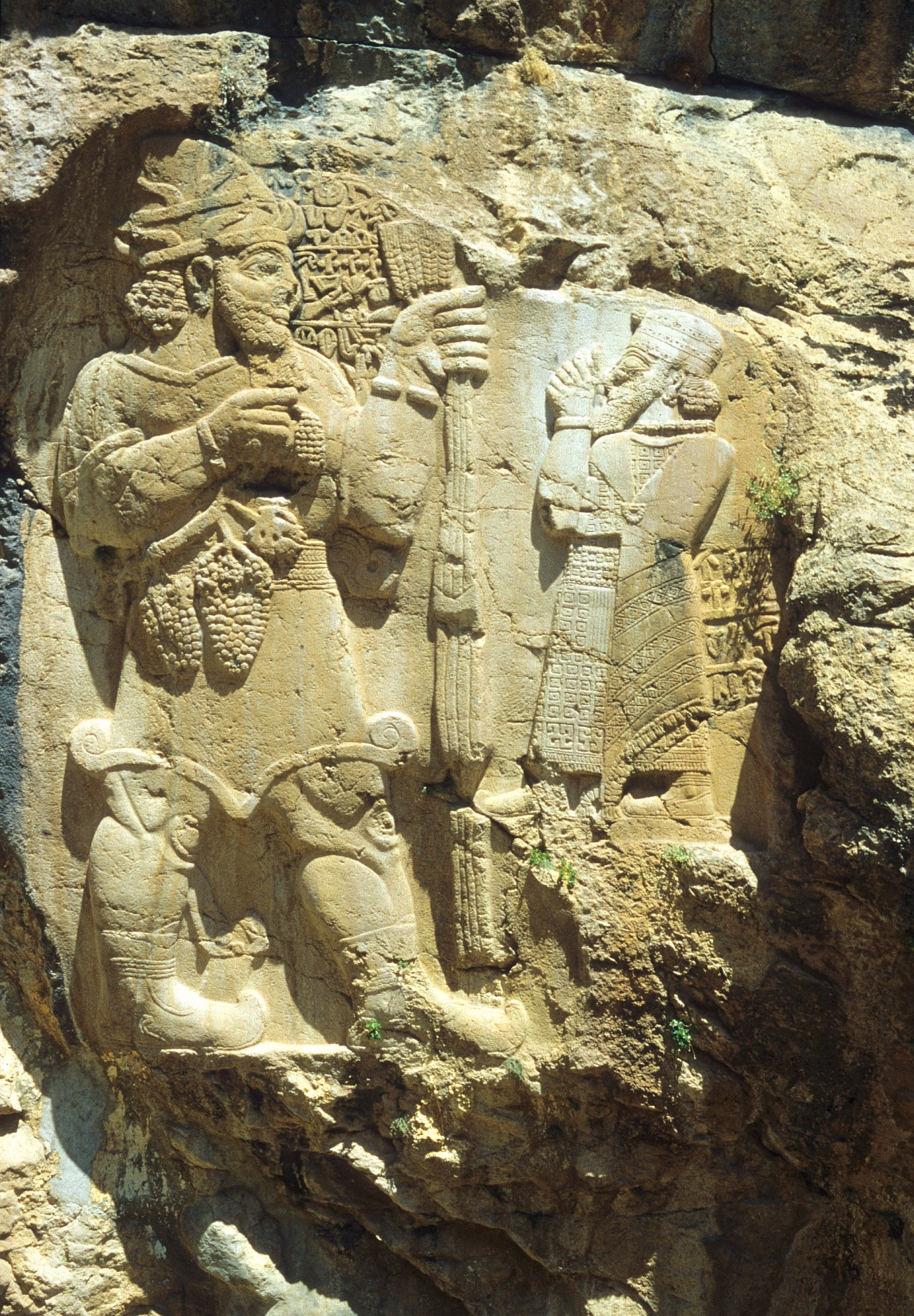
Warpalawas (rechts) in Anbetung des Wettergottes auf dem Relief von İvriz

Warpalawa (II.) (assyrisch Urballa, Urpalla) war im 8. Jahrhundert v. Chr. ein Herrscher des spätluwischen Kleinstaates Tuwana, der etwa dem hethitischen Tuwanuwa und der späteren, antiken Landschaft Tyanitis entsprach. Das Gebiet umfasst etwa die heutige türkische Provinz Niğde, die Hauptstadt liegt an der Stelle des heutigen Kemerhisar.

## Regierung
Die Regierungszeit des Warpalawa wird etwa von 740 bis 705 v. Chr. angenommen. Er war der Sohn des Muwaharani (I.). Sein Reich gehörte zum luwischen Königreich von Tabal, das vom assyrischen Reich abhängig war. In assyrischen Quellen wird Urballa als einer der fünf Könige von Tabal erwähnt, die Tiglat-Pileser III. tributpflichtig waren. Sein Herrschaftsgebiet lag zwischen dem Reich der Muški unter dem dortigen König Mita und dem ebenfalls luwischen Königreich von Que unter Awariku. Die Muški werden allgemein mit den Phrygern und Mita mit König Midas gleichgesetzt. In einem Brief Sargons II. an seinen Statthalter Ašur-Šarru-Usur in Qu'e von 710/9 wird Warpalawa als einziger der Könige von Tabal namentlich erwähnt, die es gelte, unter Kontrolle zu behalten. Aus einem Bericht Ašur-Šarru-Usurs an Sargon geht hervor, dass dieser Warpalawa Teile von Bit Burutaš unterstellte, nachdem dessen König Ambaris abgesetzt und nach Assyrien deportiert worden war.
Nach Warpalawas Tod folgte ihm sein Sohn Muwaharani (II.) auf den Thron.
Nicht zu verwechseln ist Warpalawa II. mit Warpalawa I., der im frühen 8. Jahrhundert v. Chr. über Tuwana herrschte.

## Erwähnungen und Abbildungen
Das Felsrelief von İvriz zeigt den König in Anbetung des Wettergottes Tarhunza. Auch die Inschrift der 1986 entdeckten Stele İvriz II erwähnt ihn. Eine weitere Darstellung findet sich auf der Stele von Bor, die in Kemerhisar gefunden wurde und heute im Museum für anatolische Zivilisationen in Ankara ausgestellt ist. In der Inschrift von Bulgarmaden am Bolkar Dağ schreibt sein Untertan Tarhunaza, dass ihm von Warpalawa Gelände um den Berg Muti überlassen wurde. Auch auf der Beischrift des Wettergottreliefs seines Sohnes Muwaharani, das nahe dem Burghügel von Niğde gefunden wurde, wird der König erwähnt. Diese Stele sowie das Fragment einer Stele aus Andaval, in deren Inschrift Warpalawa ebenfalls erwähnt wird, sind im Archäologischen Museum Niğde zu sehen. In der Felsinschrift von Topada wird er als einer der Könige erwähnt, die Wasusarma, dem Großkönig von Tabal, freundlich gesinnt sind.